# Bignor
Bignor – wieś w Anglii, w hrabstwie West Sussex, w dystrykcie Chichester. Leży 16 km na północny wschód od miasta Chichester i 73 km na południowy zachód od Londynu. W 2001 miejscowość liczyła 103 mieszkańców.